# العلاقات البريطانية القطرية
العلاقات البريطانية القطرية هي العلاقات الثنائية التي تجمع بين المملكة المتحدة وقطر.

## مقارنة بين البلدين
هذه مقارنة عامة ومرجعية للدولتين:
| وجه المقارنة                                              | المملكة المتحدة                 | قطر           |
| --------------------------------------------------------- | ------------------------------- | ------------- |
| المساحة (كم2)                                             | 242.50 ألف                      | 11.44 ألف     |
| عدد السكان (نسمة)                                         | 66.02 مليون                     | 2.64 مليون    |
| الكثافة السكانية (ن./كم²)                                 | 272.25                          | 230.77        |
| العاصمة                                                   | لندن                            | الدوحة        |
| اللغة الرسمية                                             | لغة إنجليزية، اللغة الويلزية    | اللغة العربية |
| العملة                                                    | جنيه إسترليني                   | ريال قطري     |
| الناتج المحلي الإجمالي (بليون دولار)                      | 2.62 تريليون                    | 167.61 مليار  |
| الناتج المحلي الإجمالي (تعادل القوة الشرائية) بليون دولار | 2.72 تريليون                    | 316.40 مليار  |
| الناتج المحلي الإجمالي الاسمي للفرد دولار أمريكي          | 43.88 ألف                       | 73.65 ألف     |
| الناتج المحلي الإجمالي للفرد دولار أمريكي                 | 40.23 ألف                       | 141.54 ألف    |
| مؤشر التنمية البشرية                                      | 0.907                           | 0.850         |
| رمز المكالمات الدولي                                      | +44                             | +974          |
| رمز الإنترنت                                              | .uk، .gb                        | .qa           |
| المنطقة الزمنية                                           | توقيت غرينيتش، توقيت غرب أوروبا | ت ع م+03:00   |

## منظمات دولية مشتركة
يشترك البلدان في عضوية مجموعة من المنظمات الدولية، منها:
| علم المنظمة | اسم المنظمة                               | تاريخ انضمام المملكة المتحدة | تاريخ انضمام قطر |
| ----------- | ----------------------------------------- | ---------------------------- | ---------------- |
|             | يونسكو                                    | 4 نوفمبر 1946                | 27 يناير 1972    |
|             | وكالة ضمان الاستثمار متعدد الأطراف        | 12 أبريل 1988                | 22 أكتوبر 1996   |
|             | الأمم المتحدة                             | 24 أكتوبر 1945               | 21 سبتمبر 1971   |
|             | الاتحاد البريدي العالمي                   | ?                            | ?                |
|             | البنك الدولي للإنشاء والتعمير             | 27 ديسمبر 1945               | 25 سبتمبر 1972   |
|             | المنظمة الهيدروغرافية الدولية             | ?                            | ?                |
|             | الاتحاد الدولي للاتصالات                  | 24 فبراير 1871               | 27 مارس 1973     |
|             | منظمة حظر الأسلحة الكيميائية              | ?                            | ?                |
|             | مؤسسة التمويل الدولية                     | 20 يوليو 1956                | 11 أكتوبر 2008   |
|             | المركز الدولي لتسوية المنازعات الاستشارية | 18 يناير 1967                | 20 يناير 2011    |
|             | منظمة التجارة العالمية                    | 1995                         | ?                |
|             | منظمة الشرطة الجنائية الدولية             | ?                            | ?                |

## وصلات خارجية
- موقع وزارة الخارجية البريطانية
- موقع وزارة الخارجية القطرية